# Chiesa di Santa Maria della Misericordia (Cartoceto)
La chiesa di Santa Maria della Misericordia è la parrocchiale di Cartoceto, in provincia di Pesaro e Urbino e diocesi di Fano-Fossombrone-Cagli-Pergola; fa parte della vicaria del Metauro.

## Storia
Già in epoca più antica a Cartoceto era presenta una cappella dedicata a santa Maria, ma la prima parrocchiale con il titolo di Santa Maria della Misericordia fu costruita alla fine del XIV secolo e consacrata il 5 luglio del 1400; la realizzazione di questo luogo di culto all'interno del paese si rese necessaria a casua della scomodità della pieve dei Santi Pietro e Paolo, ubicata troppo lontana dal borgo, e degli oratori del castello, insufficienti a ospitare tutti i fedeli.
Tuttavia, già nel Cinquecento questa chiesa versava in pessime condizioni, dovute soprattutto a problemi di infiltrazione e di umidità, cosicché alla fine di quel secolo fu eretta una nuova parrocchiale, sorta sul luogo dove prima del 1572 esisteva la rocca: dalla relazione della visita pastorale del 1593 del vescovo Giulio Ottinelli si apprende che al suo interno vi erano sette altari.
Con bolla del 4 settembre 1747, papa Benedetto XIV eresse la chiesa a collegiata, istituendo un collegio di sei canonici che coadiuvassero il parroco.
Nonostante nel tempo fossero state fatte numerose riparazioni, l'edificio alla fine del Settecento risultava ormai compromesso, tanto che nel 1783 dovette essere chiuso al culto, ma per vedere l'inizio dei lavori di riedificazione si dovette attendere ancora circa mezzo secolo. La posa della prima pietra della nuova collegiata, disegnata da Cesare e Giuseppe Selvelli, avvenne il 3 marzo 1831; terminate le strutture murarie nel 1840, si procedette successivamente al rifinimento e alla decorazione dell'interno, che furono ultimati nel 1842.
Tra il 1886 e il 1887 venne aggiunta una cappella laterale a pianta ottagonale per ospitarvi il dipinto della Madonna delle Grazie, mentre tra il 1898 e il 1992 fu eretto il campanile.
Negli anni sessanta venne condotto l'adeguamento liturgico secondo le usanze postconciliari mediante l'aggiunta dell'altare rivolto verso l'assemblea.

## Descrizione

### Esterno
La facciata in mattoni della chiesa, rivolta a sudest, è suddivisa da una doppia cornice marcapiano in due registri, entrambi scanditi da lesene: quello inferiore presenta centralmente il portale d'ingresso e ai lati, nelle due ali minori, due nicchie, mentre quello superiore è caratterizzato da una finestra e concluso dal timpano di forma triangolare, entro il quale s'apre un oculo.
Annesso alla parrocchiale è il campanile a base quadrata, la cui cella presenta su ogni lato una monofora a tutto sesto con balaustra ed è coronata dalla guglia a pianta ottagonale.

### Interno
L'interno dell'edificio si compone di un'unica navata, sulla quale si affacciano le cappelle laterali, introdotte da archi a tutto sesto, e le cui pareti sono scandite da lesene terminanti con capitelli ionici e sorreggenti la trabeazione modanata e aggettante sopra la quale si imposta la volta a botte lunettata; al termine dell'aula si sviluppa il presbiterio, rialzato di alcuni gradini e chiuso dall'abside semicircolare, nella quale trova il coro ligneo.
Qui sono conservate diverse opere di pregio, tra le quali la pala che rappresenta la Madonna del Rosario, attribuita alla bottega di Federico Barocci, un simulacro ligneo con soggetto la Santa Casa di Loreto, il dipinto raffigurante la Madonna con Bambino, risalente al XIV secolo, l'organo, costruito da Giovanni Pizzenardi nel 1779, e la tela ritraente la Madonna in trono con i santi Giovanni Battista e Berardino, realizzata da Bartolomeo Morganti.